# 80135 Zanzanini
80135 Zanzanini este un asteroid din centura principală de asteroizi.

## Descriere
80135 Zanzanini este un asteroid din centura principală de asteroizi. A fost descoperit pe 7 octombrie 1999 la Gnosca de Stefano Sposetti. Asteroidul prezintă o orbită caracterizată de o semiaxă mare de 2,28 ua, o excentricitate de 0,06 și o înclinație de 7,7° în raport cu ecliptica.